# Bálint-szindróma
A Bálint-szindróma ritka neurológiai megbetegedés. Bálint Rezső magyar neurológus fedezte fel 1909-ben. A parietális lebeny superior részének sérülése váltja ki.

## Tünetek
- 1. oculomotoros apraxia - a beteg képtelen tekintetét akaratlagosan irányítani, illetve képtelen fixációra.
- 2. optikus ataxia - a beteg képtelen a külvilág tárgyait elérni vizuálisan irányított mozgással.
- 3. szimultánagnózia - egyszerre csak egy tárgyat tud észlelni a személy, még akkor is, ha azok egy helyen vannak.